# Alfredo Gutiérrez Vera
Alfredo Iván Gutiérrez Vera (Santiago, 28 de febrero de 1963) es un ingeniero civil y político chileno.

## Estudios y carrera profesional
Realizó sus estudios superiores en la carrera de ingeniería civil en la Facultad de Ingeniería y Ciencias de la Universidad de Chile, y luego cursó un magíster en Alta Dirección Pública, de la Universidad del Mar.
Dentro de su trayectoria profesional, desde 1997 ha desempeñando distintos cargos en el Ministerio de Obras Públicas (MOP). Ha sido director regional de la Dirección General de Obras Portuarias (DGOP) y de la Dirección General de Aguas (DGA), director ejecutivo del Instituto Nacional de Hidráulica (INH) entre 1999 y 2014, e ingeniero calculista y proyectista del Departamento de Estudios de la DGOP. Entre 2014 y 2018 se desempeñó en la Dirección de Obras Hidráulicas (DOH). Entre febrero del 2019 hasta octubre del 2022, ejerció como director nacional de Obras Portuarias.

## Controversias
El 1 de febrero de 2022 fue nombrado como subsecretario de Obras Públicas por el entonces presidente electo Gabriel Boric; sin embargo, su designación estuvo envuelta en polémica y fue criticado junto a otros tres nombramientos de subsecretarios designados: Cristóbal Pineda en Transportes, Christian Larraín Pizarro en Previsión Social, Fernando Araos en Redes Asistenciales y Galo Eidelstein en Fuerzas Armadas. Gutiérrez fue cuestionado porque enfrentó una querella por prevaricación administrativa lo cual significa: que una autoridad o funcionario público, adopte una resolución arbitraria y fuera de norma, en un asunto que le esté encomendado en virtud de su cargo; interpuesta por una empresa el 31 de diciembre de 2021, mientras Gutiérrez ejercía el cargo de Director Nacional de Obras Portuarias. Los cuestionamientos surgen en su calidad de funcionario del Ministerio de Obras Públicas (MOP), donde trabaja hace más de dos décadas.
Alfredo Iván Gutiérrez Vera en marzo de 2022 fue sobreseído definitivamente y por unanimidad por el 7° Juzgado de Garantía; así mismo, en junio de 2022 la Corte de Apelaciones, ratificó también su sobreseimiento definitivo. Lo anterior, tras comprobarse que Gutiérrez actuó correctamente, velando por la defensa del interés público como le exigía su cargo. 
Finalmente, el 22 de febrero de 2022 declinó su designación al cargo de subsecretario, por lo cual en su lugar asumió José Herrera Chavarría, ingeniero industrial de la Universidad de Santiago.